# 迪希樸麗魚
迪希樸麗魚為輻鰭魚綱鱸形目隆頭魚亞目慈鯛科的其中一種，被IUCN列為極危保育類動物，分布於非洲維多利亞湖流域，棲息深度3-27公尺，體長可達18.6公分，棲息在沿岸沙石底質的水域，屬肉食性，以魚類及昆蟲幼蟲等為食，生活習性不明。

## 擴展閱讀
維基物種上的相關：迪希樸麗魚